# Aloe parvidens
Aloe parvidens ist eine Pflanzenart der Gattung der Aloen in der Unterfamilie der Affodillgewächse (Asphodeloideae). Das Artepitheton parvidens leitet sich von den lateinischen Worten parvus für ‚klein‘ sowie dens für ‚Zahn‘ ab und verweist auf die kleinen Zähne am Blattrand.

## Beschreibung

### Vegetative Merkmale
Aloe parvidens wächst stammlos oder kurz stammbildend, ist einfach oder bildet kleine Gruppen. Die lanzettlich verschmälerten Laubblätter bilden Rosetten. Die dunkelgrüne bis bräunliche Blattspreite ist 25 bis 42 Zentimeter lang und 4,5 bis 6,5 Zentimeter (selten bis zu 9 Zentimeter) breit. Auf ihr befinden sich zahlreiche elliptische helle Flecken. Die Blattoberfläche ist glatt. Die braun gespitzten Zähne am Blattrand sind 1 bis 2,5 Millimeter lang und stehen 8 bis 13 Millimeter voneinander entfernt.

### Blütenstände und Blüten
Der Blütenstand weist zwei bis zehn Zweige auf und erreicht eine Länge von 100 bis 140 Zentimeter. Die lockeren, zylindrischen Trauben sind 9 bis 20 Zentimeter lang. Manchmal sind einige der Blüten einseitswendig. Die eiförmig-spitzen Brakteen weisen eine Länge von 5 bis 6 Millimeter auf und sind 3 bis 4,5 Millimeter breit. Die hellrosafarbenen, gelblich gespitzten Blüten stehen an 5,5 bis 12 Millimeter langen Blütenstielen. Sie sind 26 bis 30 Millimeter lang und an ihrer Basis gerundet. Auf Höhe des Fruchtknotens weisen die Blüten einen Durchmesser von 6 bis 8 Millimeter auf. Darüber sind sie leicht verengt. Ihre äußeren Perigonblätter sind auf einer Länge von 6 bis 10 Millimetern nicht miteinander verwachsen. Die Staubblätter ragen etwa 3 Millimeter aus der Blüte heraus.

### Genetik
Die Chromosomenzahl beträgt {\displaystyle 2n=14}.

## Systematik und Verbreitung
Aloe parvidens ist in Äthiopien, Kenia, Tansania und Somalia meist im Schatten auf sandigen oder steinigen Böden in Höhen von 560 bis 1450 Metern verbreitet.
Die Erstbeschreibung durch Michael George Gilbert und Sebsebe Demissew wurde 1992 veröffentlicht.

## Nachweise